# Чешка и Словачка Федеративна Република
Чешка и Словачка Федеративна Република (ЧСФР; чеш. Česká a Slovenská Federativní Republika (ČSFR), слч. Česká a Slovenská Federatívna Republika (ČSFR)) је било назив за Чехословачку у периоду од 23. априла 1990. до 1. јануара 1993. године када је извршена подела на Чешку и Словачку.
Након избијања Плишане револуције 1989. и укидања Социјалистичке републике 1990. године, нова власт сматрала је логичним да се врати старо име државе, Чехословачка Република (ЧСР; чеш. и свк. Československá republika (ČSR)). Међутим, словачко вођство хтело је да словачка јединица унутар државе има равноправнији статус у имену. Уставни закон је 29. марта 1990. усвојио име Чехословачка Федеративна Република (ЧСФР; чеш. Československá federativní republika (ČSFR)) и Чешко-Словачка Федеративна Република (ЧСФР; свк. Česko-slovenská federatívna republika (ČSFR)). Словачки политичари инсистирали су на раздвајању имена Чешка и Словачка стављањем горње цртице, али је Чехе оно превише подсећало на раздобље постминхенске Чехословачке 1938—1939. године. Компромис је направљен усвајањем назива Чешка и Словачка Федеративна Република, 23. априла 1990. године.
Под утицајем чешко-словачких тензија, одлучено је да се нова република распусти 1. јануара 1993. године, након чега су њене федеративне јединице, Чешка и Словачка, постале независне републике.